# Chico Gordo
Bernardo Francisco da Silva, conhecido como Chico Gordo (2 de outubro de 1949 - 22 de novembro de 2000 (51 anos)) foi um jogador de futebol angolano. Ele também tinha cidadania portuguesa.
Jogou 11 temporadas e 230 jogos na Primeira Liga, principalmente pelo Braga e também pelo Porto, Tirsense e Vitória de Setúbal .

## Carreira
A sua estreia profissional na Primeira Liga foi pelo Porto em 15 de setembro de 1968, na derrota por 1–3 para o Vitória de Setúbal .
Como jogador do Sporting Clube de Braga, marcou 76 golos, o record do clube.